# Johann Gottfried Zinn
Johann Gottfried Zinn (Schwabach, 4. prosinca 1727. – Göttingen, 6. travnja 1759.), njemački anatom i botaničar.

## Životopis
Zinn se je rodio u Schwabachu. Tijekom svoga kratkog života, Zinn je značajno doprinio anatomiji svojim djelom lat. Descriptio anatomica oculi humani, u kojem je prvi detaljno i sveobuhvatno opisao anatomiju ljudskog oka. 
Godine 1753. Johann Gottfried Zinn postao je upravitelj botaničkog vrta na sveučilištu u Göttingenu, a 1755.g. i profesor na medicinskom fakultetu tog sveučilišta. 
Godine 1757. Zinn je opisao orhideju roda Epipactis koja pripada porodici Orchidaceae.
Umro je u Göttingenu.

## Eponimi
Botaničar Carolus Linnaeus je Zinnu u čast dao rodu biljaka iz porodice glavočika (Asteraceae) (izvorno iz Meksika) ime Cinija.
Johann Gottfried Zinn skovao je i sljedeće nazive u anatomiji:
- Zonula ciliaris Zinnii, vezivne niti koje povezuju zrakasto tijelo oka s lećom oka
- Zinnijev prsten, vezivni prsten koji služi kao polazište mišića očnice i koji okružuje vidni živac
- Zinn-Hallerov arterijski prsten, (lat. circulus arteriosus sclerae) naziv za prsten kojeg čine arterije oko vidnog živca u bjeloočnici oka.

Kad se citira Zinnov doprinos botaničkom imenu, rabi se oznaka Zinn.